# Animacja
Animacja – technika filmowa polegająca na tworzeniu efektu ożywienia martwych kształtów przez dokonywanie serii pojedynczych zdjęć rysunków, wycinanek, kukiełek lub sylwetek i wyświetlaniu ich w sposób ciągły.
Pierwsze pionierskie rozwiązania z dziedziny animacji powstawały jeszcze przed powstaniem filmu - już w 1832 Joseph Plateau opracował fenakistiskop tworzący wrażenie ruchu szybko przesuwających się obrazów. Dwa lata później William George Horner rozwinął ten pomysł, tworząc zoetrop - obracający się cylinder zawierający serię obrazków przedstawiających kolejne etapy ruchu. W 1877 Émile Reynaud wynalazł praksinoskop, a w 1892 stworzył pierwszy krótki film animowany - Pauvre Pierrot. Innym pionierem techniki animacji był James Stuart Blackton, który eksperymentował z animacją poklatkową, a w 1906 został autorem filmu Humorous Phases of Funny Faces.